# Uddeholms IF
Uddeholms IF var en idrottsförening från Uddeholm i Hagfors kommun. Fram till 1957 spelade man bandy, men det året bytte man till ishockey. Föreningen avancerade på några år genom seriesystem och nådde 1963 Division II under ledning av Sven "Selånger" Eriksson. Det blev en kort sejour och man flyttades ner samma säsong bara för att avancera igen till 1965. Samma år som man avancerade för andra gången bytte man namn till Uddeholms IF. Totalt blev det fem säsonger i den näst högsta serien fram till 1969 då man åkte ur för att inte återvända mer. Man fortsatte spela ishockey fram till 1986. Föreningen spelade fotboll i Division 5 och 6 åren 1966-1971.